# Pseudabarys
Pseudabarys is een geslacht van kevers uit de familie van de loopkevers (Carabidae). De wetenschappelijke naam van het geslacht is voor het eerst geldig gepubliceerd in 1873 door Chaudoir.

## Soorten
Het geslacht Pseudabarys omvat de volgende soorten:
- Pseudabarys brasiliensis Chaudoir, 1873
- Pseudabarys columbicus Chaudoir, 1873
- Pseudabarys lebasi Chaudoir, 1873
- Pseudabarys mexicanus Chaudoir, 1873
- Pseudabarys robustus (Bates, 1871)
- Pseudabarys substriatus Chaudoir, 1873